# Клопов, Дмитрий Игоревич
Дмитрий Игоревич Клопов (7 октября 1989, Горький, СССР) — российский хоккеист, нападающий.

## Биография
Воспитанник нижегородского хоккея. Начал карьеру в 2006 году в составе нижегородского клуба Высшей лиги «Торпедо», выступая до этого за его фарм-клуб. В дебютном сезоне сыграл три матча, набрав одно (1+0) очко, однако в составе второй команды он стал лучшим бомбардиром сезона. В сезоне 2006/07 Клопов вместе с клубом завоевал право участвовать в Суперлиге, где на следующий год в 40 проведённых матчах набрал 13 (8+5) очков.
В следующем сезоне дебютировал в Континентальной хоккейной лиге, однако его результативность заметно снизилась, поэтому перед стартом нового сезона он был отправлен в клуб Молодёжной хоккейной лиги «Чайка», в составе которого в 24 играх набрал 30 (15+15) очков. Практически весь сезон 2010/11, перед началом которого Клопов продлил своё соглашение с «Торпедо», он провёл в ВХЛ в составе ХК «Саров», где в 47 матчах набрал 26 (15+11) очков.
Сезон 2011/12 также начал в ВХЛ, однако 12 ноября 2010 года был командирован обратно в «Торпедо», в составе которого по итогам сезона набрал одно (0+1) очко в семи матчах. 3 мая 2012 года Клопов подписал контракт с вернувшимся в КХЛ после авиакатастрофы ярославским «Локомотивом».

### Сборная
В составе сборной России Дмитрий Клопов принимал участие в молодёжном чемпионате мира 2009 года, на котором он вместе с командой завоевал бронзовые награды, набрав 7 (5+2) очков в 7 проведённых матчах.

## Достижения
- Бронзовый призёр молодёжного чемпионата мира 2009. Бронзовый призёр Чемпионата ВХЛ 2017

## Статистика выступлений
Последнее обновление: 27 мая 2012 года
|                 |                 |                 | Регулярный сезон | Регулярный сезон | Регулярный сезон | Регулярный сезон | Регулярный сезон | Регулярный сезон | Плей-офф | Плей-офф | Плей-офф | Плей-офф | Плей-офф | Плей-офф |
| Сезон           | Команда         | Лига            | Игр              | Г                | П                | Очк              | +/-              | Штр              | Игр      | Г        | П        | Очк      | +/-      | Штр      |
| --------------- | --------------- | --------------- | ---------------- | ---------------- | ---------------- | ---------------- | ---------------- | ---------------- | -------- | -------- | -------- | -------- | -------- | -------- |
| 2005/06         | Торпедо НН-2    | Первая лига     | 57               | 22               | 26               | 48               | --               | 96               | —        | —        | —        | —        | —        | —        |
| 2005/06         | Торпедо НН      | Высшая лига     | 3                | 1                | 0                | 1                | +4               | 4                | —        | —        | —        | —        | —        | —        |
| 2006/07         | Торпедо НН-2    | Первая лига     | 27               | 11               | 12               | 23               | --               | 65               | —        | —        | —        | —        | —        | —        |
| 2006/07         | Торпедо НН      | Высшая лига     | 25               | 4                | 1                | 5                | +13              | 14               | 1        | 0        | 0        | 0        | --       | 0        |
| 2007/08         | Торпедо НН-2    | Первая лига     | 2                | 1                | 5                | 6                | --               | 2                | —        | —        | —        | —        | —        | —        |
| 2007/08         | Торпедо НН      | Суперлига       | 40               | 8                | 5                | 13               | -3               | 20               | —        | —        | —        | —        | —        | —        |
| 2008/09         | Торпедо НН      | КХЛ             | 35               | 2                | 1                | 3                | -3               | 14               | 3        | 0        | 0        | 0        | --       | 0        |
| 2009/10         | Чайка           | МХЛ             | 24               | 15               | 15               | 30               | +12              | 18               | —        | —        | —        | —        | —        | —        |
| 2009/10         | Торпедо НН      | КХЛ             | 27               | 1                | 1                | 2                | -9               | 8                | —        | —        | —        | —        | —        | —        |
| 2010/11         | Чайка           | МХЛ             | 4                | 2                | 0                | 2                | --               | 0                | —        | —        | —        | —        | —        | —        |
| 2010/11         | ХК Саров        | ВХЛ             | 43               | 15               | 11               | 26               | +3               | 40               | 4        | 0        | 0        | 0        | -3       | 4        |
| 2010/11         | Торпедо НН      | КХЛ             | 9                | 1                | 1                | 2                | +1               | 2                | —        | —        | —        | —        | —        | —        |
| 2011/12         | ХК Саров        | ВХЛ             | 24               | 8                | 8                | 16               | +1               | 6                | —        | —        | —        | —        | —        | —        |
| 2011/12         | Торпедо НН      | КХЛ             | 7                | 0                | 1                | 1                | +1               | 2                | —        | —        | —        | —        | —        | —        |
| Всего в КХЛ     | Всего в КХЛ     | Всего в КХЛ     | 78               | 4                | 4                | 8                | -10              | 26               | 3        | 0        | 0        | 0        | --       | 0        |
| Всего в карьере | Всего в карьере | Всего в карьере | 327              | 91               | 87               | 178              | +20              | 291              | 8        | 0        | 0        | 0        | -3       | 4        |

### Международная
| Турнир   | Место | Игр | Г | П | Очк | +/- | Штр |
| -------- | ----- | --- | - | - | --- | --- | --- |
| МЧМ-2009 |       | 7   | 5 | 2 | 7   | +7  | 4   |